# Гевенешть (Вилча)
Гевенешть, Гевенешті (рум. Găvănești) — село у повіті Вилча в Румунії. Входить до складу комуни Муеряска.
Село розташоване на відстані 166 км на північний захід від Бухареста, 13 км на північний захід від Римніку-Вилчі, 105 км на північ від Крайови, 114 км на південний захід від Брашова.

## Населення
За даними перепису населення 2002 року у селі проживали 154 особи, усі — румуни. Усі жителі села рідною мовою назвали румунську.